# BV De Graafschap in het seizoen 1967/68
Het seizoen 1967/1968 was het 14e jaar in het bestaan van de Doetinchemse betaaldvoetbalclub De Graafschap. De club kwam uit in de Tweede divisie en eindigde daarin op de zesde plaats. Tevens deed de club mee aan het toernooi om de KNVB beker, hierin werd de club in de groepsfase uitgeschakeld.

## Wedstrijdstatistieken

### Tweede divisie
|       | AGOVV | Baronie | SC Drente | EDO   | Excelsior | Fortuna | Gooiland | Heerenveen | Helmond Sport | Hermes DVS | Hilversum | Limburgia | NOAD  | PEC   | Roda JC | Veendam | Wageningen | ZFC   | Zwolsche Boys |
| ----- | ----- | ------- | --------- | ----- | --------- | ------- | -------- | ---------- | ------------- | ---------- | --------- | --------- | ----- | ----- | ------- | ------- | ---------- | ----- | ------------- |
| Thuis | 0 – 3 | 1 – 0   | 7 – 0     | 1 – 2 | 4 – 2     | 2 – 1   | 3 – 1    | 2 – 2      | 1 – 0         | 3 – 1      | 1 – 1     | 3 – 1     | 2 – 3 | 3 – 3 | 3 – 4   | 1 – 1   | 1 – 2      | 1 – 0 | 3 – 1         |
| Uit   | 0 – 0 | 2 – 1   | 1 – 2     | 0 – 1 | 0 – 2     | 2 – 0   | 1 – 0    | 2 – 4      | 1 – 0         | 1 – 1      | 0 – 3     | 4 – 0     | 1 – 2 | 0 – 2 | 1 – 0   | 0 – 2   | 4 – 1      | 0 – 0 | 0 – 0         |

### KNVB beker
| Groepsfase                                        | De Graafschap                                            | 2 – 0 (1 – 0) | Heracles          |
| 31 december 1967 Plaats: Doetinchem De Vijverberg | Henk Overgoor 19' Franz Möllers 84'                      |               |                   |
| Groepsfase                                        | De Graafschap                                            | 3 – 1 (2 – 0) | SC Drente         |
| 25 februari 1968 Plaats: Doetinchem De Vijverberg | Franz Möllers 23', –' Fred Jaski 40'                     |               | Gerrie de Jonge   |
| Groepsfase                                        | FC Twente                                                | 3 – 1 (0 – 0) | De Graafschap     |
| 24 maart 1968 Plaats: Enschede Het Diekman        | Jan Jeuring 47' Willie Wolsink 60' (e.d.) Benno Huve 88' |               | 71' Henk Overgoor |

## Statistieken De Graafschap 1967/1968

### Eindstand De Graafschap in de Nederlandse Tweede divisie 1967 / 1968
| Stand | Gespeeld | Gewonnen | Gelijk | Verloren | Punten | Doelpunten voor | Doelpunten tegen |
| ----- | -------- | -------- | ------ | -------- | ------ | --------------- | ---------------- |
| 6e    | 38       | 18       | 8      | 12       | 44     | 62              | 47               |

### Topscorers
| #              | Naam                      | Goal |
| -------------- | ------------------------- | ---- |
| 1.             | Franz Möllers             | 18   |
| 2.             | Guus Hiddink              | 10   |
| 3.             | Joop Hartjes              | 8    |
| 4.             | Henk Overgoor             | 7    |
| 5.             | Fred Jaski                | 6    |
| 6.             | Arie Beekman              | 5    |
| 7.             | Henk Jansen               | 3    |
| 8.             | Theo van Londen           | 2    |
| 9.             | Bert Kempers              | 1    |
| 9.             | Leo Zegers                | 1    |
| Eigen doelpunt |                           |      |
| –              | Arie de Waard (Hilversum) | 1    |
| Totaal         | Totaal                    | 62   |

| #      | Naam          | Goal |
| ------ | ------------- | ---- |
| 1.     | Franz Möllers | 3    |
| 2.     | Henk Overgoor | 2    |
| 3.     | Fred Jaski    | 1    |
| Totaal | Totaal        | 6    |

## Voetnoten
AGOVV · Baronie · SC Drente · EDO · Excelsior · Fortuna · Gooiland · De Graafschap · Heerenveen · Helmond Sport · Hermes DVS · Hilversum · Limburgia · NOAD · PEC · Roda JC · Veendam · Wageningen · ZFC · Zwolsche Boys